# Uno splendido errore
Uno splendido errore (My Life with the Walter Boys) è una serie televisiva statunitense per adolescenti trasmessa su Netflix il 7 dicembre 2023. La serie è un adattamento dell'omonimo romanzo del 2014 di Ali Novak. La serie segue le vicende di Jackie Howard (Nikki Rodriguez), un'adolescente di Manhattan che, dopo essere rimasta orfana, si trasferisce in Colorado dalla famiglia Walter. La serie è stata sviluppata da Melanie Halsall. A dicembre 2023 è stata rinnovata per una seconda stagione, che uscirà il 28 agosto 2025.

## Cast e personaggi

### Principali
- Nikki Rodriguez nei panni di Jackie Howard, una quindicenne costretta a trasferirsi a Silver Falls, in Colorado, dopo aver perso tutta la sua famiglia in un incidente stradale a New York City.
- Noah LaLonde nei panni di Cole Walter, fratello adottivo di Jackie e fratello gemello di Danny, che era quarterback alla Silver Falls High School.
- Ashby Gentry nei panni di Alex Walter, fratello adottivo di Jackie, amante di libri.
- Johnny Link nel ruolo di Will Walter, fratello adottivo maggiore di Jackie, laureato e fidanzato.
- Corey Fogelmanis nel ruolo di Nathan Walter, fratello adottivo di Jackie.
- Connor Stanhope nei panni di Danny Walter, fratello adottivo di Jackie e fratello gemello di Cole.
- Zoë Soul nel ruolo di Hayley Young, la fidanzata di Will.
- Jaylan Evans nei panni di Skylar, amico di Jackie.
- Sarah Rafferty nel ruolo della dottoressa Katherine Walter, tutrice legale di Jackie e veterinaria.
- Marc Blucas nel ruolo di George Walter, tutore legale di Jackie.

### Ricorrenti
- Alex Quijano nel ruolo di Richard, zio materno di Jackie.
- Myles Perez nel ruolo di Lee Garcia, cugino dei fratelli Walter che vive con loro.
- Isaac Arellanes nel ruolo di Isaac Garcia, cugino dei fratelli Walter che vive con loro.
- Ashley Holliday nei panni di Tara, una consulente scolastica della Silver Falls High School.

Inoltre, Dean Petriw interpreta Jordan Walter, fratello adottivo di Jackie, mentre Lennix James interpreta Benny Walter, il fratello adottivo più piccolo di Jackie e Alix West Lefler interpreta Parker Walter, la sorella adottiva di Jackie. Alisha Newton interpreta Erin, fidanzata di Cole, e Gabrielle Jacinto interpreta Olivia, la migliore amica di Erin. Mya Lowe interpreta Kiley, migliore amica di Alex fin dall'asilo.

## Episodi
| N° | Titolo originale    | Titolo italiano       | Pubblicazione   |
| -- | ------------------- | --------------------- | --------------- |
| 1  | Welcome to Colorado | Benvenuta in Colorado | 7 dicembre 2023 |
| 2  | Live a Little       | Vivi un po'           | 7 dicembre 2023 |
| 3  | The Cole Effect     | Effetto Cole          | 7 dicembre 2023 |
| 4  | Nineteen            | Diciannove            | 7 dicembre 2023 |
| 5  | Thanksgiving        | Il Ringraziamento     | 7 dicembre 2023 |
| 6  | Baggage             | Bagaglio              | 7 dicembre 2023 |
| 7  | Small Town Rumors   | La gente mormora      | 7 dicembre 2023 |
| 8  | Spinning Out        | Fuori controllo       | 7 dicembre 2023 |
| 9  | Revolutions         | Rivoluzioni           | 7 dicembre 2023 |
| 10 | Happily Ever After  | Felici e contenti     | 7 dicembre 2023 |

## Produzione
Sony Pictures Television e iGeneration Studios stanno producendo My Life with the Walter Boys. Ed Glauser, produttore esecutivo della serie The Kissing Booth di Netflix, si è unito alla produzione insieme a Melanie Halsall.
Le riprese della serie sono iniziate a marzo 2022, in Alberta, Canada, e si sono concluse a settembre 2022.
La produzione della serie si è svolta in Alberta, con riprese nelle città di Calgary, Cochrane e Crossfield .

## Accoglienza
Il sito web Rotten Tomatoes ha riportato un punteggio del 43% con una valutazione media di 4,8/10, basata su 7 recensioni. Metacritic, che utilizza una media ponderata, ha assegnato un punteggio di 50 su 100 sulla base di 6 critici, indicando "recensioni contrastanti o nella media".